# الدوري الياباني لكرة القدم للسيدات 2008
الدوري الياباني لكرة القدم للسيدات 2008 هو موسم من الدوري الياباني لكرة القدم للسيدات. فاز فيه إن تي في بيليزا.